# T.K. 카터
T.K. 카터(T. K. Carter, 1956년 12월 18일 ~ )는 미국의 배우이다.
뉴욕에서 태어났다.

## 출연 작품
- LA 폭동 (2005년) - 로드니 역
- 도미노 (2005년)
- 바다스 (2003년)
- 화성인 마틴 (1999년)
- 예스터데이 타겟 (1996년)
- 스페이스 잼 (1996년)
- 천국으로 가는 장의사 (1991년)
- 스키 아카데미 (1990년)
- 마이 걸 레기 (1987, He's My Girl)
- 폭주기관차 (1985) - 데이브 프린스 역
- 괴물 (1982) - 놀즈 역
- 서던 콤포트 (1981년)
- 헐리우드 나이츠 (1980년)
- 핑크빛 소동 (1980년)

### 텔레비전
- 환상의 가수 젬 (1985, Jem)
- 내 이름은 펑키 (1985-86)